# Schubspannungsgeschwindigkeit
Die Schubspannungsgeschwindigkeit {\displaystyle u_{*}} ist in der Hydrodynamik eine Maßzahl für die Schubspannung, die eine Schicht eines strömenden Fluids auf eine benachbarte Schicht oder eine Grenzfläche ausübt. Sie berechnet sich aus dem Betrag  {\displaystyle \tau } des Schubspannungsvektors {\displaystyle {\vec {\tau }}={\begin{pmatrix}\tau _{x}\\\tau _{y}\end{pmatrix}}} und der Dichte {\displaystyle \rho } des Fluids:
{\displaystyle u_{*}={\sqrt {\tau /\rho }}}
In turbulenten Medien wird die Schubspannung durch den turbulenten Transport dominiert. Die Komponenten des Schubspannungsvektors errechnen sich dann aus den Elementen des Reynoldschen Schubspannungstensors:
{\displaystyle {\begin{aligned}\tau _{x}&=-\rho \cdot {\overline {u'w'}}\\\tau _{y}&=-\rho \cdot {\overline {v'w'}}\end{aligned}}}
wobei
- {\displaystyle u} und {\displaystyle v} die beiden Geschwindigkeitskomponenten parallel (x- und y-Richtung) und {\displaystyle w} senkrecht (z-Richtung) zur Grenzfläche sowie
- gestrichene Größen wie {\displaystyle u'=u-{\overline {u}}} die Abweichungen vom Mittelwert sind.

Die beiden Kovarianzen {\displaystyle \tau _{x}} und  {\displaystyle \tau _{y}} können dabei auch als die turbulenten Flüsse in z-Richtung des Impulses in x- bzw. y-Richtung interpretiert werden.
Die Schubspannungsgeschwindigkeit ist die Wurzel des Betrages dieses Vektors:
{\displaystyle u_{*}={\sqrt {|{\vec {\tau }}|/\rho }}={\sqrt {{\sqrt {\tau _{x}^{2}+\tau _{y}^{2}}}/\rho }}={\sqrt {\sqrt {{\overline {u'w'}}^{2}+{\overline {v'w'}}^{2}}}}}
Bei der Herleitung des logarithmischen Windprofils über den Mischungsweglängenansatz nach Ludwig Prandtl wird das Koordinatensystem so definiert, dass die x-Achse parallel zur mittleren Windrichtung liegt ({\displaystyle {\overline {v}}=0}), und es wird angenommen, dass die mittlere Windrichtung und die Richtung der Schubspannung zusammenfallen ({\displaystyle \tau _{y}=0}). In diesem Fall gilt:
{\displaystyle u_{*}^{2}=-{\overline {w'u'}}}